# Políptico de Montefiore dell'Aso
El Políptico de Montefiore dell'Aso es una obra al temple y oro sobre tabla de Carlo Crivelli, datada hacia 1471 y hoy desmembrada entre varios museos europeos y americanos. Se encontraba originariamente en la iglesia de San Francisco de Montefiore dell'Aso (provincia de Ascoli Piceno). En el museo de la iglesia en Montefiore permanecen hoy tres paneles que fueron recompuestos para formar un tríptico arbitrario, conocido como Tríptico de Montefiore.

## Historia
La datación del políptico se basa en escasos documentos y sobre cuestiones estilísticas. Se sabe que en 1478 ya se encontraba completo e instalado en la iglesia, mientras sobre la base de las afinidades con otras obras se puede circunscribir su ejecución al periodo 1470-1473. Debido a cierta influencia de Niccolò Alunno en la predela, la obra según Federico Zeri debería ser anterior al Políptico de 1472, así pues referible a 1471.
Ignorado por las fuentes antiguas como Luigi Lanzi o Amico Ricci, el políptico sufrió un destino similar en los primeros estudios críticos sobre la actividad del artista, como los de Crowe-Cavalcaselle, o Rushforth (1900), que en cambio citó la Madonna de Bruselas, su panel central.
Redescubierto solo más tarde, cuando ya había sido irremediablemente desmembrado, es considerado hoy una obra clave del catálogo crivellesco. Fue desmembrado en el siglo XIX, como recuerda un documento de 1872 referido a años antes: «los P.P. franciscanos vendieron, para disgusto del pueblo, algunos cuadros de Crivelli por más de mil escudos... con el pretexto de restaurar el convento». La parte central pasó a manos del anticuario romano Vallati, donde, en 1858, fue vista por Mündher. Un año después la Piedad entraba en la National Gallery de Londres.
Los paneles supervivientes que permanecieron en Montefiore fueron recompuestos en un tríptico y expuestos, hasta 2007, en la iglesia de Santa Lucía. Antes de que la crítica tomara conciencia de la existencia inicial de un políptico, el carácter anómalo del "tríptico" contribuyó a que la obra fuera subestimada y se malinterpretara su paternidad (L. Venturi, Geiger, Testi, Berenson, Serra). La serie de juicios negativos se interrumpió con la exhibición de 1950 en Ancona, cuando el Tríptico fue expuesto como obra enteramente autógrafa de Crivelli, siendo luego acogido por Pallucchini, el Podestà y otros. La Magdalena fue elegida por André Chastel para ilustrar la portada de su monografía sobre el arte italiano del Renacimiento.
Una primera reconstrucción del políptico fue propuesta por Zampetti en 1952, a la que Federico Zeri asoció una primera reconstrucción de la predela, recreándose el conjunto original (1961).

## Descripción
El políptico estaba organizado en dos registros, uno central con figuras de cuerpo entero y uno superior con medias figuras bajo arcos. También la predela, abajo, debía mostrar trece compartimentos con medias figuras bajo arcos y Jesús bendiciendo en el centro de los apóstoles; es también posible que los paneles de la predela fueran menos.
Primer registro

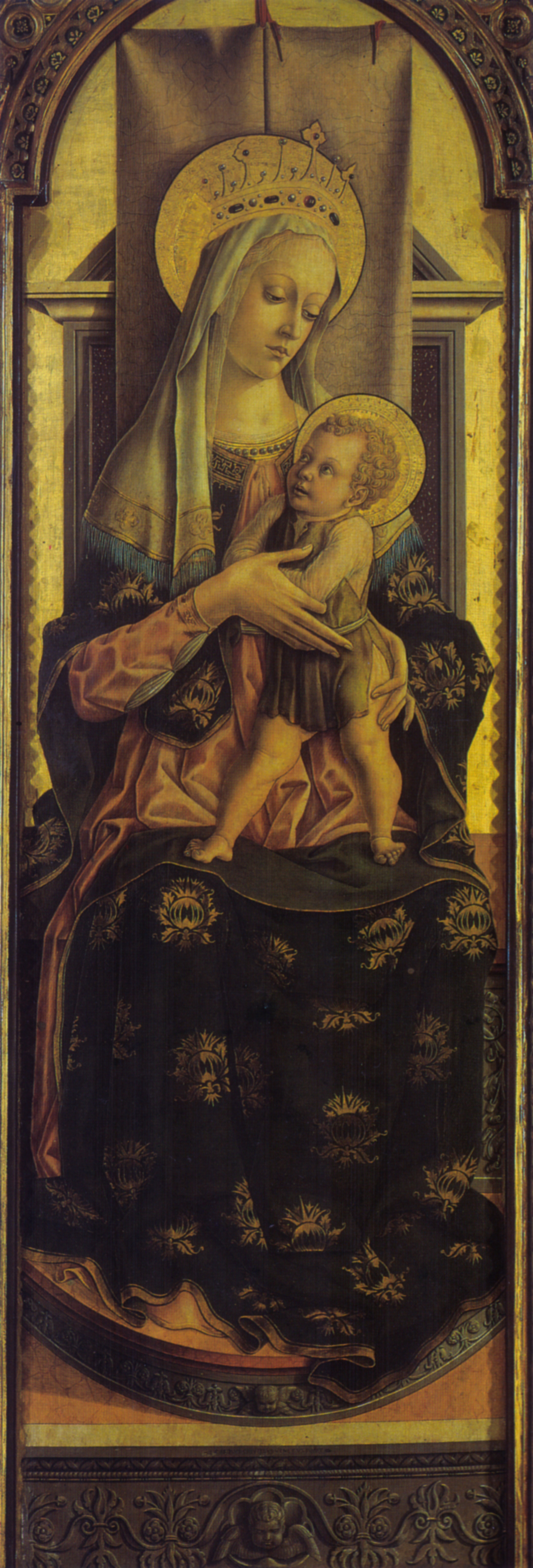
Madonna de Montefiore, panel central del políptico.

- Madonna de Montefiore, 180 x 65 cm, Bruselas, Museos Reales de Bellas Artes de Bélgica.
- Santa Catalina de Alejandría, 174 x 54 cm, Montefiore dell'Aso, Museo de San Francisco.
- San Pedro apóstol, 174 x 54 cm, Montefiore dell'Aso, Museo de San Francisco.
- Santa Maria Magdalena, 174 x 54 cm, Montefiore dell'Aso, Museo de San Francisco.
- San Francisco, 180 x 54 cm, Bruselas, Museo Real de Bellas Artes de Bélgica.

Segundo registro
- Piedad de Montefiore, 72,5 x 55,5 cm, Londres, National Gallery.
- Beato Juan Duns Scoto, 74 x 54 cm, Montefiore dell'Aso, Museo de San Francisco.
- Santa Clara, 74 x 54 cm, Montefiore dell'Aso, Museo de San Francisco.
- San Luis de Tolosa, 74 x 54 cm, Montefiore dell'Aso, Museo de San Francisco.
- Un panel perdido

Predela
- Cristo bendiciendo, 30,3 x 21,6 cm, Williamstown, Instituto de Arte Clark.
- San Andrés, 30 x 22,5 cm, Honolulu, Honolulu Academy of Arts.
- San Juan Evangelista, 31 x 23 cm, Detroit, Detroit Institute of Arts.
- San Pedro, 31 x 23 cm, Detroit, Detroit Institute of Arts.
- Apóstol con pergamino, 30 x 21 cm, Nueva York, Museo Metropolitano de Arte.
- Apóstol barbudo, 30 x 22 cm, Honolulu, Honolulu Academy of Arts.
- San Lucas, 30 x 20,5 cm, Banbury (Oxfordshire), Upton House.
- Apóstol leyendo, 30 x 20,5 cm, Banbury (Oxfordshire), Upton House.
- Tres o cinco paneles perdidos.

## Estilo
El Políptico de Montefiore, al igual que el Políptico de Porto San Giorgio y el de Ascoli representa el momento central, de máxima autonomía y creatividad, en el arco creativo de Crivelli. A la exuberancia decorativa, el artista añadió un fuerte componente psicológico en cada personaje, pero que evita, a diferencia de otras obras, deslizarse hacia lo grotesco. Sutiles aparecen de hecho las correspondencias y analogías entre las diversas figuras, legadas a una investigación espiritual a menudo agudísima.

## Otros proyectos
- Wikimedia Commons contiene immagini o altri file su Polittico di Montefiore dell'Aso